# Gabriel Oxenstierna (1834–1904)

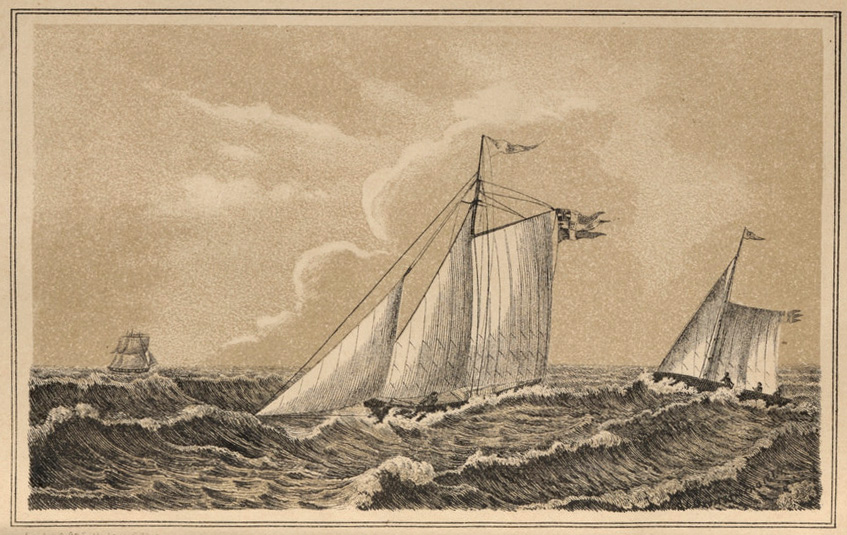
Kuttern Sjöfröken på litografi.

Mårten Gabriel Leijonsköld Oxenstierna af Eka och Lindö, född 24 februari 1834 på Ingelsby, Kyrkefalla socken, Skaraborgs län, död 2 oktober 1905 i Marstrand, var en svensk friherre, tullinspektor, författare och målare.

## Biografi
Oxenstierna var son till kaptenen Bengt Ture Oxenstierna och Charlotta Fredrika Lovisa Aurora von Stedingk och han växte upp på Ingelsby herrgård i Tibro. Han genomgick Karlberg 1849–1855 och var en förmögen man. Han ägde 1859–1864 Stjärnvik i Mölltorps socken och från 1889 Andersro i Höja socken. Han hade redan omkring 1863 slagit sig ner i Bohuslän sommartid och seglade där i sin lustkutter Sjöfröken och började intressera sig för författarskap och oljemåleri. Han sägs ha offrat förmögenheten för att rädda släktens heder. Därefter tog han 1868 tjänst som extra ordinarie kustroddare vid Kalvsunds tullstation med stationeringar bland annat på Vrångö, Känsö och Onsala. Mot slutet av vistelsen i Göteborgs skärgård var han inneboende på Styrsö Tången och såg hur ön blev till ett sommarparadis för Göteborgssocieteten. Sommaren 1874 lämnade han Styrsö och blev jaktuppsyningsman inom Nyköpings tullkammardistrikt på ostkusten. Han slutade karriären som tullinspektor i Ängelholm. Han var gift 1885-1886 med Hilda Johanna Lindgren. 
Som författare utgav han en rad ungdoms- och äventyrsböcker med sjötema under pseudonymen Aldebaran. Bland dessa märks Sjöfröken (1869), Ur folkets lif (1873), Vikingarna på Röd (1890), En svensk ädlings äfventyr (1897) och Den svarte fribytaren (1899). Inspirationen kom från Viktor Rydbergs Fribytaren på Östersjön men byggde även på Oxenstiernas egna upplevelser till sjöss. Under sin tid som kustroddare på Onsala, samlade han in material till boken Konungens kapare (1891), vilken handlar om Lasse i Gatan. Den gick ut i stora upplagor fram till 1950-talet, men var inte så uppskattad av Fredrika Bremerförbundets granskningskommitté för ungdomsböcker, då den kom ut. Boken fick omdömet: "är nog så rolig, men hör dock ej till de böcker som bidra till ungdomens sunda utveckling. Äventyren äro för mångahanda och alltför spännande, de måste verka retande och i följd härav förslappande på fantasin."
Som målare valde han främst sina motiv från den bohuslänska skärgården, vilka han överförde till landskapsskildringar utförda i flera olika tekniker. Han fick sina grundläggande kunskaper i konst av Gillis Hafström.